# Justus Peterson
Justus Peterson, född 8 augusti 1860 i Malmbäck, död 10 oktober 1889 i Stockholm, var en svensk bildkonstnär. Han arbetade mest med trägravyr och gjorde reproduktioner i detta manér efter flera svenska konstnärer såsom Carl Larsson, Höckert och Oscar Björck.

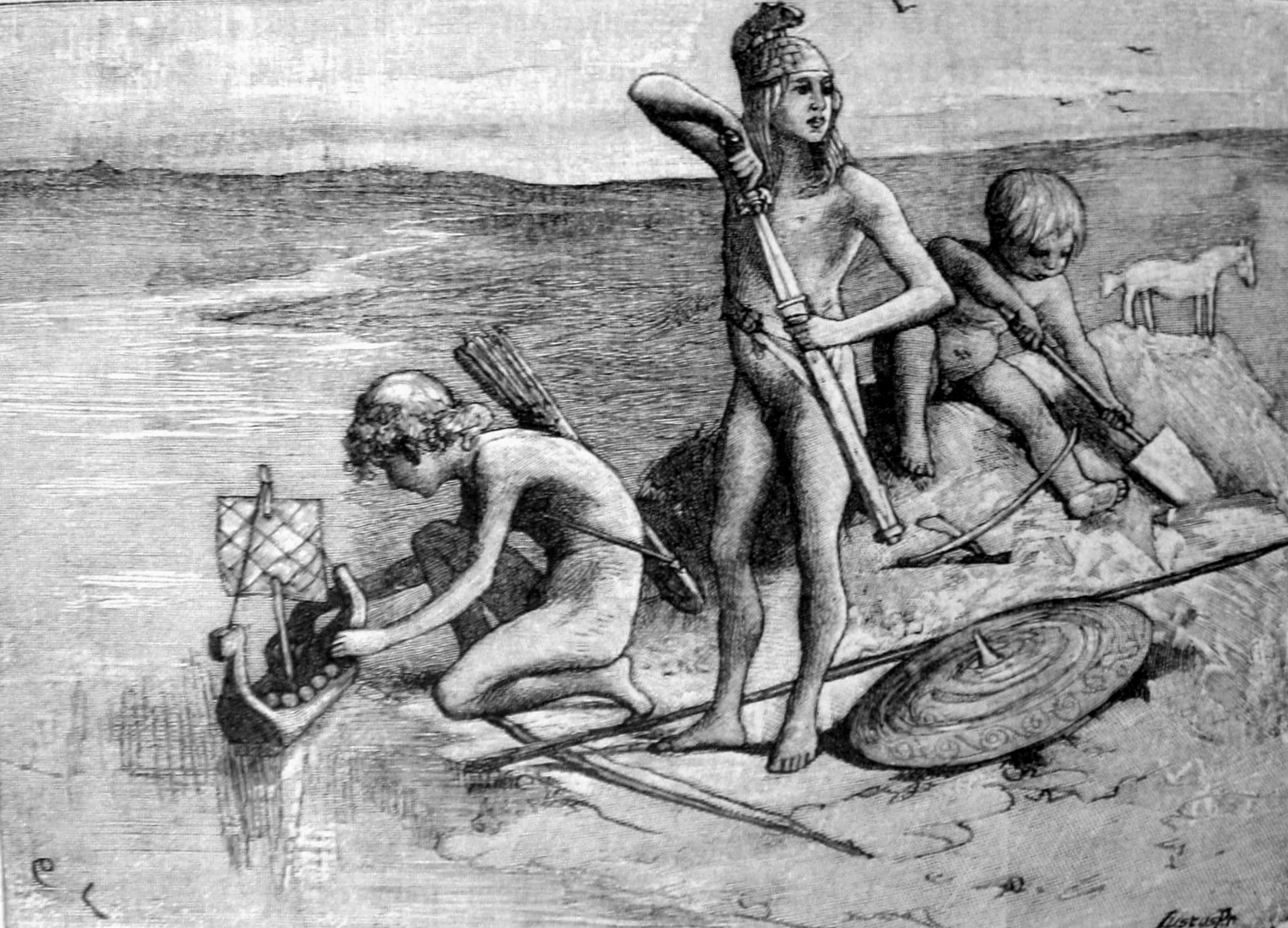
Mannus tre söner, gravyr efter en bild av Carl Larsson.